# Jauge d'épaisseur
Pour les articles homonymes, voir jauge.

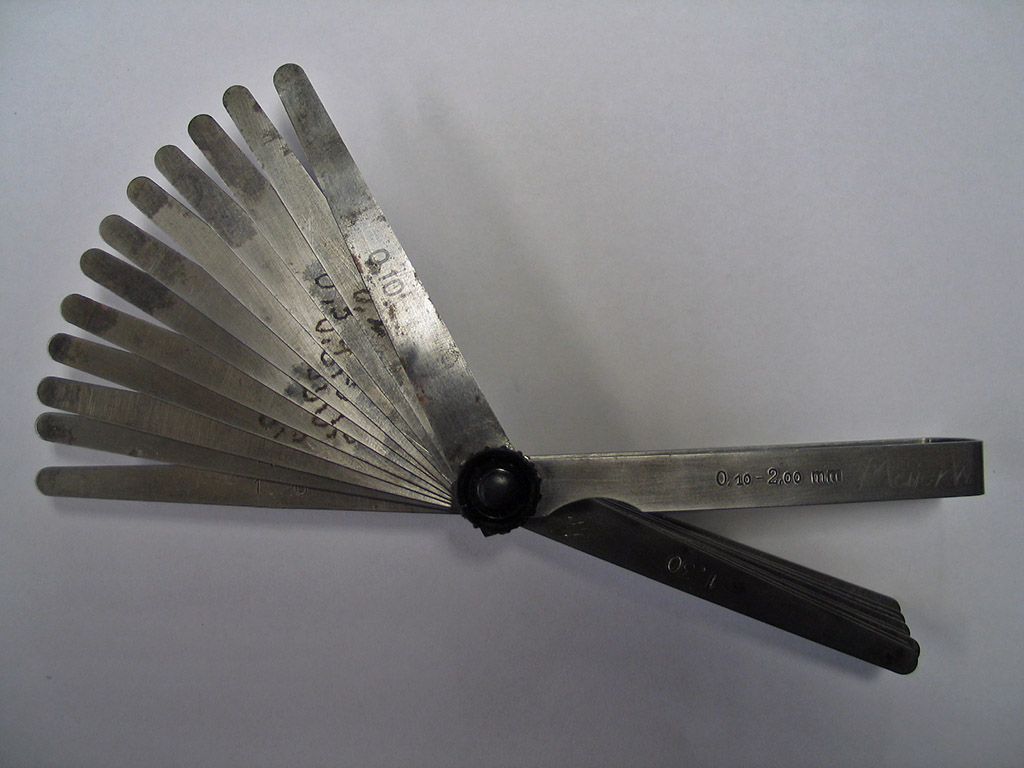
Jeux de cales (jauges) de mécanicien.

Une jauge d'épaisseur ou "Cale" est un outil ou instrument de mesure simple permettant de mesurer, ou plutôt d'estimer, l'espacement entre deux pièces mécaniques, communément appelé jeu.

## Description
Cet outil se présente sous la forme d'une fine lame d'acier, d'environ 1 cm de largeur et de 5  à   10 cm de longueur (d'autres longueurs existent), possédant une épaisseur calibrée, l'indication de l'épaisseur est gravée directement sur la lame. On le trouve généralement assemblé en un jeu, comprenant plusieurs valeurs standard d'épaisseurs complémentaires.

## Utilisation

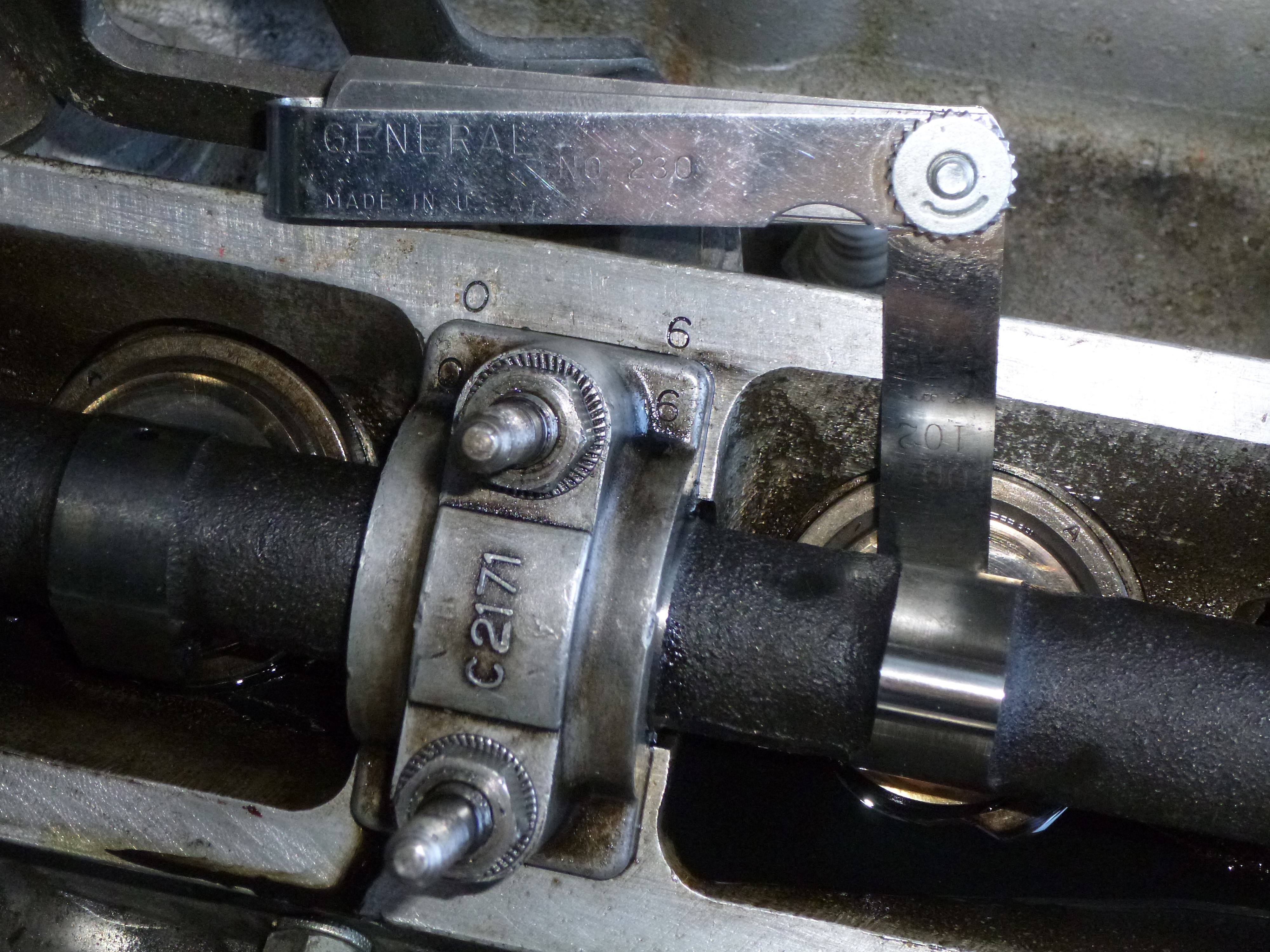
Mesurage de l'espacement entre arbre à cames et poussoir de soupape (ici : 0.004 inch ≈ 0,102 mm).

En général, on glisse la jauge ou cale d'épaisseur entre les pièces dont on veut mesurer le jeu. On agit par essais successifs, on peut associer deux ou même plusieurs jauges pour arriver à la bonne mesure, lorsque la jauge passe avec juste une légère résistance (on parle coulissement gras), la mesure est la bonne.
- En mécanique automobile, on utilise fréquemment ce type de jauge pour vérifier et régler au besoin les jeux dans le système de distribution d'un moteur à explosion, (jeux entre les queues de soupapes et les culbuteurs, ou l'arbre à cames lorsqu'il actionne directement les soupapes), ou l'écartement des électrodes des bougies d'allumage.